# Grupos Balint
La Balint Society (traducido literalmente del inglés como Sociedad de Balint), fundada en 1969, es una asociación de médicos de Estados Unidos que hace hincapié en la importancia de la utilización por parte del personal médico de la emoción y el entendimiento como potencial terapéutico en la relación médico-paciente. La sociedad fue creada para continuar los esfuerzos de Enid y Michael Balint, quienes fundaron una escuela en 1950 para impartir clases sobre la relación médico-paciente a otros doctores.
En 1960 Michael Balint publica el relato de su experiencia clínica en el campo de la interconsulta médico - psicológica en un libro titulado "El médico, su paciente y la enfermedad".
Los "Grupos Balint" homenajean a su creador, y consiste en un grupo de médicos, coordinados por un profesional de la salud mental, reflexionando sobre la experiencia de la subjetividad en su tarea cotidiana.
Balint invita en este texto a detenerse in extenso en el trabajo del médico como psicoterapeuta, ubicando a esos grupos cerca del modelo psicoanalítico de la supervisión. Balint detecta la resistencia del médico en la tendencia a obturar con un impotente "ud. no tiene nada" la subjetividad de su paciente; pero por otro, al propiciar una ampliación de la capacidad de escucha del médico sabe que lo conduce a sitios arriesgados. Allí indaga los fenómenos contratransferenciales en el médico, es decir la suma de sus prejuicios, teorías, expectativas, con respecto a lo que debe hacer y ser su paciente, obstaculizando el encuentro.
Así, Balint plantea una "tipología" de médicos en sus distintos modos de recibir y tramitar la demanda. Por último, logra plantear el mito de un primer encuentro del médico con su paciente, en el que la enfermedad no estaría aún "organizada", y la posición del médico en ese momento se supone determinante de la forma que esta adopta. En suma, los grupos Balint son un ejemplo de la articulación teórica y la práctica clínica del psicoanálisis en territorio médico.